# Tramwaje w Kramatorsku
Tramwaje w Kramatorsku – system tramwajowy działający w latach 1937–2017 w ukraińskim mieście Kramatorsk.
Komunikację tramwajową w Kramatorsku uruchomiono 12 maja 1937. 1 sierpnia 2017 r. decyzją rady miejskiej wstrzymano kursowanie tramwajów.

## Linie
W dniu likwidacji komunikacji tramwajowej w Kramatorsku istniały 3 linie tramwajowe:
| Linia | Trasa                 |
| ----- | --------------------- |
| 2     | Biłomorśka – EMSS     |
| 3     | Biłomorśka – Adżarśka |
| 5     | Biłomorśka – KZMK     |

## Tabor
Stan taborowy wagonów pasażerskich w Kramatorsku w dniu 1 stycznia 2017 obejmował 14 wagonów rodziny KTM-5:
| Typ    | Liczba |
| ------ | ------ |
| KTM-5  | 11     |
| KTM-5A | 3      |

Tabor techniczny składał się z 2 wagonów.
W latach 1967–1972 w Kramatorsku kursowały dwa wagony typu Tatra T3SU. Zostały one sprzedane najpierw do Mariupola, a następnie do Doniecka. W latach 80. XX w. zostały zezłomowane.